# Богодарівка (Кам'янський район)
Богода́рівка — село в Україні, у Кам'янському районі Дніпропетровської області. Населення за переписом 2001 року складало 522 особи. Входить до складу Верхньодніпровської міської громади. Колишній центр Першотравенської сільської ради.

## Розташування, рельєф
Богодарівка розташована у північно-західній частині Дніпропетровської області. Через село протікає річка Самоткань. Рельєф Богодарівки нерівномірний. В долині Самоткані висота над рівнем моря — 75-85 метрів, у північно-західній частині села — досягає 130 метрів. Сусідні населені пункти: села Самоткань (на півночі) і Новогригорівка (на півдні).

## Історія
У другій половині 18 століття генерал російської армії Семен Гангеблов (Гангеблідзе) заснував на берегах річки Самоткань поселення Генеральське, яке у 1825 році отримало назву Богодарівка. За даними на 1859 рік в селі було 34 двори, у яких мешкала 241 особа, та завод.. Станом на 1886 рік в селі мешкала 221 особа, налічувалось 45 дворів, православна церква. Було центром Богодарівської волості Верхньодніпровського повіту Катеринославської губернії.
Після встановлення в селі радянської влади, воно перейменоване на Перше Травня і стало центром Першотравенської сільської ради.
Також тут розміщувалась центральна садиба колгоспу ім. Шевченка.
Під час організованого радянською владою Голодомору 1932—1933 років померло щонайменше 225 жителів села.
19 вересня 2024 року Верховна Рада підтримала перейменування села Перше Травня на Богодарівку. 26 вересня 2024 року перейменування набуло чинності.

## Сучасність
В селі працює декілька підприємств, які займаються сільським господарством. Село частково газифіковане.
Богодарівка має середню загальноосвітню школу, дошкільний навчальний заклад, ФАП, бібліотеку. Діє громада Дніпропетровсько-Запорізької єпархії ПЦУ.

## Населення

### Мова
Розподіл населення за рідною мовою за даними перепису 2001 року:
| Мова       | Відсоток |
| ---------- | -------- |
| українська | 96 %     |
| російська  | 4 %      |

## Відомі люди
- Гангеблов Семен Єгорович — засновник села, російський військовий з грузинського роду Гангеблідзе, герой російсько-турецької війни та війни 1812 року.
- Гангеблов Олександр Семенович — декабрист, мемуарист.